# 磷
磷，是一种化学元素，化学符号为P，原子序数为15，原子量為30.973761998 u。元素磷存在两种主要形态，一种是白磷，另一种是红磷。但由于其具有高度反应性，磷在地球上从来不以单体元素的形式存在。磷在地壳中的含量大约为0.1%，通常以磷酸盐的形式出现在矿物中。
元素磷于1669年由德国炼金术士亨尼格·布兰德首次以白磷的形式分离出来，这标志着磷成为人类通过化学方法发现的第一个化学元素。“磷”（羅馬化：Phōsphoros，字面意思为“光的使者”）这一名称源自希腊神话中的启明星之神福斯福洛斯，命名灵感来自白磷在氧气中发出的微弱光辉。磷的这一特性也成为了“磷光”一词的由来，尽管白磷本身并不产生磷光，而是由于其氧化作用引起的化学发光。磷与氮、砷、锑、铋和锇同属于氮族元素，因此与它们具有一些相似的特性。
磷是维持生命所必需的元素，其主要通过磷酸盐来发挥作用。磷酸盐是一种含有磷酸根离子（PO43−）的化合物，是DNA、RNA、三磷酸腺苷（ATP）和磷脂等复杂化合物的组成部分，这些化合物对细胞至关重要。元素磷最早是从人类尿液中分离出来的，而骨灰则是早期磷酸盐的重要来源。磷酸盐矿中含有化石，因为动物遗骸和排泄物的化石沉积物中含有磷酸盐。在许多植物生态系统中，低磷酸盐含量是限制植物生长的关键因素之一。人类需要使用磷酸盐来替代植物从土壤中去除的磷。磷酸盐的年需求量的增长速度几乎是人类人口增长的两倍，其还广泛应用于洗涤剂、杀虫剂和神经毒剂等有机磷化学产品中。

## 性状
磷是一种易起化学反应的、有毒的氮族非金属元素。它的化学反应活性和毒性取决于形态不同而有所区别。
磷化氫燃烧的火叫鬼火。

### 单质磷的同素异構体
- 黑磷（金属磷）
  - 化學結構類似石墨，因此可導電。
  - 化學式一般寫為{\displaystyle {\ce {P}}}。
  - 深黑色粉末
- 白磷（黃磷）
  - 化學式：{\displaystyle {\ce {P4}}}
  - 淡黃蠟似半透明可結晶的固體，於黑暗中能發光。放置一段時間部份表面白磷會形成紅磷，使白磷變成淡黃色。不溶於水，但可溶於苯、乙醚，需保存於水中。有特臭，劇毒。比重1.83，熔點44.4，沸點287度。可作武器白磷彈，吸入人體會燃燒形成磷酸酐，造成呼吸道及肺部灼傷，磷酸酐溶於水形成磷酸，具強脫水性，使呼吸道及肺部脫水。
  - 在溫度35℃以上會在大氣中自燃，與氧氣産生{\displaystyle {\ce {P4O10}}} ，必須保存在水中。{\displaystyle {\ce {P4O10}}}當被吸入時會與肺裏水分形成磷酸並產生大量熱能使肺部灼傷。
- 红磷（赤磷）
  - 化學結構為巨型共價分子。
  - 化學式一般寫為{\displaystyle {\ce {P}}}。
  - 鮮紅色粉末，無毒，比重2.296，熔點725度，是黃磷於壓力下稀有气体中加熱8-10日而成，白磷隔除空氣加熱至250度可得紅磷。
- 紫磷
  - 化學結構為層狀，但與黑磷不同。
  - 化學式一般寫為{\displaystyle {\ce {P}}}。

## 化学性质
磷可以在空气中燃烧，生成大量五氧化二磷

白烟：
{\displaystyle {\ce {4P + 5O2 -> P4O10}}}
在有催化剂存在的情况下，白磷、红磷和水经过几步反应生成H3PO4、H2及很少量的H3PO3和PH3：
{\displaystyle {\ce {P4 + 16H2O = 4H3PO4 + 10H2}}}

## 发现

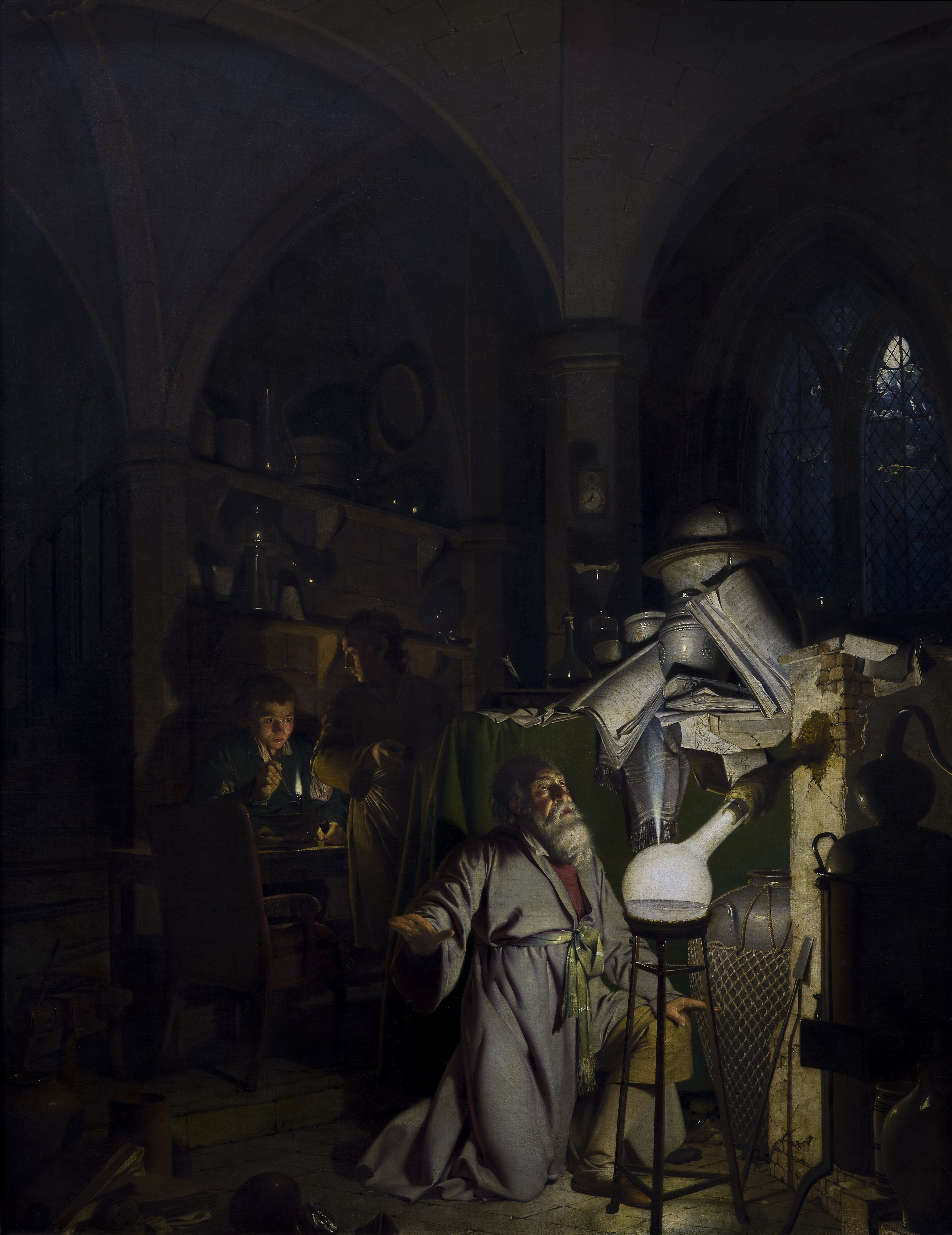
有关磷元素发现的绘画

在化学史上第一个发现磷元素的人，当推十七世纪的一个德国汉堡商人亨尼格·布蘭德（Henning Brand，约1630年~约1710年）。他是一个相信炼金术的人，在三十年戰爭時他擔任初級軍官，戰爭結束後成為玻璃工匠的學徒。後來他娶了一位有錢人的女兒。豐饒的嫁妝讓他從此不愁吃穿，所以他開始追求他真正的興趣，也就是尋找賢者之石。當時的社會相信賢者之石要透過煉金術才能製成，可以把所有東西變成黃金，甚至可以讓人長生不老。
然而，反覆的實驗失敗終究還是花光了他的所有積蓄。更不幸的是他妻子也過世了。之後他又娶了另一位女人，這位後來娶的妻子不只帶給他財富讓他可以繼續實驗，也給他一個兒子可以在實驗室幫他的忙。
由于他相信人體本身就是一種煉金術，因為從嘴巴吃進去的跟排泄出來的物質完全不一樣。所以他使用尿作了大量实验。1669年，他在一次实验中，将砂、木炭、石灰等和尿混合，加热蒸馏，虽没有得到黄金，而竟意外地得到一种十分美丽的物质，它色白质软，能在黑暗的地方放出闪烁的亮光，于是波兰特给它取了个名字，叫“冷光”，这就是今日称之为白磷的物质。波兰特对制磷之法，起初极守秘密，不过，他发现这种新物质的消息立刻传遍了德国。
德国化学家孔克爾曾用尽种种方法想打听出这一秘密的制法，终于探知这种所谓发光的物质，是由尿里提取出来的，于是他也开始用尿做试验，经过苦心摸索，终于在1678年也告成功。他是把新鲜的尿蒸馏，待蒸到水分快干时，取出黑色残渣，放置在地窑里，使它腐烂，经过数日后，他将黑色残渣取出，与两倍于“尿渣”重的细砂混合。一起放置在曲颈瓶中，加热蒸馏，瓶颈则接连盛水的收容器。起初用微火加热，继用大火干馏，及至尿中的挥发性物质完全蒸发后，磷就在收容器中凝结成为白色蜡状的固体。后来，他为介绍磷，曾写过一本书，名叫《论奇异的磷质及其发光丸》。
在磷元素的发现上，英国化学家罗伯特·波义耳差不多与孔克尔同时，用与他相近的方法也制得了磷。波义耳的学生汉克维茨（Codfrey Hanckwitz）曾用这种方法在英国制得较大量的磷，作为商品运到欧洲其他国家出售。他在1733年曾发表论文，介绍制磷的方法，不过说得十分含糊，以后，又有人从动物骨质中发现了磷。

## 名称由来
由于单质磷在空气中会自燃或缓慢氧化而放热发光，因此磷的拉丁文名称来源于希腊文的拉丁化，原指“启明星”，意为“光亮”。
而在中文裡，磷的本字為粦，根據晋代《博物志》記載，「戰鬬死亡之處，有人馬血，積中爲粦，著地入艸木，如霜露不可見。有觸者，著人體後有光，拂拭即散無數，又有吒聲如鬻豆。舛者，人足也。言光行著人。」可見上部"米"字乃代表鬼火之"炎"字轉寫，下部"舛"字則指人足部。
“磷”字本与“粦”无关，如司馬相如在作賦時將其與"嶙"、"粼"混用，指光亮。南朝时期的字典《玉篇》中記載為雲母之意。本作为鬼火之源的"粦"後加石字偏旁以作為其元素性質之辨，指鬼火之源所含的元素。此與"磷"之原來諸義皆有所不同。

## 分布
磷在地壳中的含量为0.09%。磷不以单质存在，通常在磷酸盐中天然存在，尤其是磷灰石。磷也存在于生物体当中，是原生质的基本成分。

## 制备
磷的现代制法是将磷酸钙与砂（主要成分为二氧化硅）及焦炭一起放在电炉中加热。为使反应式易于理解，可写成两步如下：
- {\displaystyle {\ce {Ca3(PO4)2 + 3SiO2 -> 3CaSiO3 + P2O5}}}
- {\displaystyle {\ce {P2O5 + 5C -> 2P + 5CO}}}

## 同位素
已发现磷的同位素共有13种，包括磷27至磷39，其中只有磷31是稳定的，其他同位素都带有放射性。

## 化合物

### 含氧酸
磷的含氧酸非常丰富，结构较为复杂，且大多具有商业价值。这些含氧酸都有和氧相连的氢原子，可以体现酸性，也有些有不体现酸性的直接连在磷上的氢原子。纵然许多磷的含氧酸已经被合成，但仅有以下几种是较常见的。其中的三种——次磷酸、亚磷酸和磷酸尤为重要。
| 名称                             | 化学式                                | 磷的氧化数（化合价） | 结构式           | N元酸 | 化合物形态      |
| -------------------------------- | ------------------------------------- | -------------------- | ---------------- | ----- | --------------- |
| 次磷酸                           | {\displaystyle {\ce {H3PO2}}}         | +1                   |                  | 1     | 酸、盐          |
| 亚磷酸                           | {\displaystyle {\ce {H3PO3}}}         | +3                   |                  | 2     | 酸、盐          |
| 偏亚磷酸                         | {\displaystyle {\ce {HPO2}}}          | +3                   |                  | 1     | 盐              |
| 原亚磷酸（与亚磷酸为互变异构体） | {\displaystyle {\ce {H3PO3}}}         | +3                   |                  | 3     | 酸、盐          |
| 连二磷酸                         | {\displaystyle {\ce {H4P2O6}}}        | +4                   |                  | 4     | 酸、盐          |
| n（聚）偏磷酸                    | {\displaystyle {\ce {(HPO2)_{n}}}}    | +5                   |                  | n     | 盐（n=3、4、6） |
| 磷酸（正磷酸）                   | {\displaystyle {\ce {H3PO4}}}         | +5                   | （n聚磷酸n=1时） | 3     | 酸、盐          |
| n（聚）磷酸                      | {\displaystyle {\ce {H(HPO3)_{n}OH}}} | +5                   |                  | n+2   | 酸、盐（n=1-6） |
| 焦磷酸                           | {\displaystyle {\ce {H4P2O7}}}        | +5                   | （n聚磷酸n=2时） | 4     | 酸、盐          |
| 三磷酸                           | {\displaystyle {\ce {H5P3O10}}}       | +5                   | （n聚磷酸n=3时） | 5     | 盐              |

### 磷（V）化合物

#### 含氧化合物
最常见的磷化合物是磷酸盐（{\displaystyle {\ce {PO4^3-}}}），它是一个呈四面体的阴离子。其一个很重要的作用是用作化肥。磷酸根离子是（正）磷酸的共轭碱。磷酸是一个三元酸，所以它可以逐步转变为以下三种共轭碱：
{\displaystyle {\ce {H3PO4 + H2O <=> H3O+ + {H2PO4}^{-}}}}       Ka1= 7.25×10−3
{\displaystyle {\ce {{H2PO4}^{-}+ H2O <=> H3O+ + {HPO4}^{2-}}}}    Ka2= 6.31×10−8
{\displaystyle {\ce {{HPO4}^{2-}+ H2O <=> {H3O}^{+}+ {PO4}^{3-}}}}      Ka3= 3.98×10−13
磷酸及其衍生物有聚合成链或环而形成{\displaystyle {\ce {P-O-P}}}键的倾向。目前已知的聚磷酸衍生物已经有很多，比如ATP。它们通过磷酸氢盐（例如{\displaystyle {\ce {{HPO4}^{2-}}}}和{\displaystyle {\ce {{H2PO4}^{2-}}}}）脱水得到。例如，下列缩合反应在工业上非常广泛地用于生产三磷酸钠（俗称五钠）：
{\displaystyle {\ce {2Na2[(HO)PO3] + Na[(HO)2PO2] -> Na5[O3P-O-P(O)2-O-PO3] + 2H2O}}}
十氧化四磷（P4O10）是磷酸的酸酐。它是白色的固体，与水反应非常剧烈。
{\displaystyle {\ce {PCl5}}}和{\displaystyle {\ce {PF5}}}两种化合物具有共同点：它们都较不稳定，且都是白色或浅色的。{\displaystyle {\ce {PCl5}}}和{\displaystyle {\ce {PF5}}}的空间构型都是五角双锥，并且它们都是路易斯酸。后者可以形成{\displaystyle {\ce {{PF6}^{-}}}}离子，它和{\displaystyle {\ce {SF6}}}互为等电子体。至于另外两种磷的卤化物{\displaystyle {\ce {PBr5}}}和{\displaystyle {\ce {PI5}}}都是极不稳定的。而磷最主要的卤氧化物是三氯氧磷（{\displaystyle {\ce {POCl3}}}），它的空间构型是四面体型的。
以往一直认为磷（V）化合物中磷的d轨道参与了杂化。然而经过计算机大量计算，事实并非如此：磷只用了s和p轨道杂化。这可用分子轨道理论来解释。

#### 含硫化合物
磷酸根中的氧可以被硫取代，如硫代磷酸。
多种硫化磷也是已知的。

## 用途
磷可用于安全火柴、烟花、燃烧弹和化肥，还可以保护金属表面免于腐蚀。
磷酸的用途也十分广泛。

## 对人体的影响
磷是骨骼和牙齿的构成材料之一。正常成年人骨中的含磷总量约为600～900克，人体每100毫升全血中含磷35-45毫克。磷能保持人体内代谢平衡，在调节能量代谢过程中发挥重要作用。它是生命物质核苷酸的基本成分。它参与体内的酸碱平衡的调节，参与体内脂肪的代谢。
磷缺乏可以出现低磷血症，引起红细胞、白细胞、血小板的异常，软骨病。磷过多将导致高磷血症，使血液中血钙降低导致骨质疏松。
短时间内摄取一定分量的白磷单质，可造成急性白磷中毒。

## 外部連結
- 元素磷在洛斯阿拉莫斯国家实验室的介紹（英文）
- —— 磷（英文）
- 元素磷在The Periodic Table of Videos（諾丁漢大學）的介紹（英文）
- 元素磷在Peter van der Krogt elements site的介紹（英文）
- WebElements.com – 磷（英文）